# NETBANCO
NETBANCOはオンラインゲームの運営を行う企業。本社は東京都新宿区。2009年9月28日にハイファイブ・エンターテインメント(High Five Entertainment Inc.)から社名変更された。なおハイファイブは事業部として名称は残された。2006年2月設立。資本金3億2282万4695円（2010年1月4日現在）。代表取締役は澤紫臣（しおにく）と金学敏の2名だったが、しおにくは2009年12月11日辞任している。

## ゲーム

### 提供が終了したゲーム
- テニクル（2007年8月10日- 2007年10月31日）
- アリアスストーリー（2007年10月9日-2008年2月29日）
- ブライトキングダムオンライン（2006年7月16日-2010年2月28日）※移管先を模索中の告知・サーバ停止
- 天道オンライン（2006年11月-2010年2月28日）※移管先を模索中の告知・サーバ停止
- アドクエ（2007年4月-2010年2月28日）

### 終了したチャンネリングサービス
- もえちゃっと☆（2007年3月-） ※エムオハ・クリエイト提供
- ストラガーデンNEO（2008年07月-) ※ソリッドネットワークス提供